# XPDL
XML Process Definition Language (XPDL) – XML-owy format zapisu definicji procesów opracowany przez Workflow Management Coalition (WfMC) w celu wymiany ich pomiędzy różnymi narzędziami klasy workflow, a także narzędziami do modelowania i zarządzania procesami. XPDL określa schemat XML do specyfikowania deklaratywnej części obiegu pracy/procesów biznesowych.
XPDL został zaprojektowany, aby móc przekazywać zarówno informacje graficzne, jak i semantyczne (znaczeniowe) dotyczące procesu biznesowego, czym różni się od BPEL, zawierającego jedynie automatyzowane aspekty procesu (BPEL nie zawiera informacji o graficznej postaci diagramu procesu). XPDL jest obecnie najlepszym formatem wymiany danych pomiędzy narzędziami służącymi do modelowania w BPMN (nie licząc natywnego dla BPMN formatu BPMN XML zw. też czasem BPMN DI).